# Houéville
Houéville település Franciaországban, Vosges megyében. Lakosainak száma 43 fő (2022. január 1.). Houéville Attignéville, Barville és Vouxey községekkel határos.

## Népesség
A település népességének változása:
| Lakosok száma | 42   | 41   | 50   | 50   | 48   | 45   | 43   | 43   | 43   |
|               | 2013 | 2015 | 2016 | 2017 | 2018 | 2019 | 2020 | 2021 | 2022 |